# Iglesia de San Antonio de Padua (Iquique)

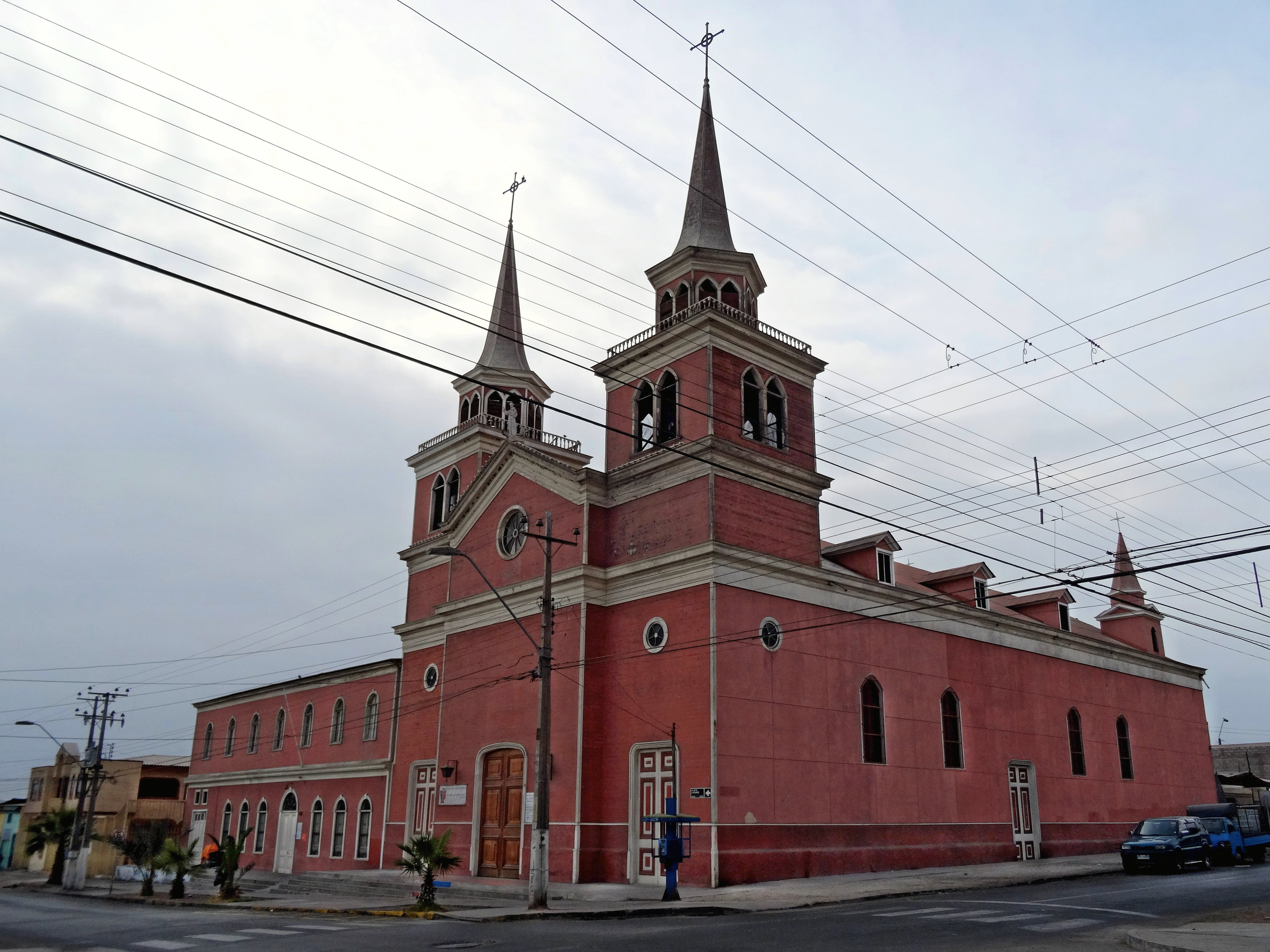

La Parroquia Convento San Antonio de Padua fue una parroquia y convento franciscano, ubicada en la ciudad de Iquique, Región de Tarapacá, Chile. 
Con una fachada emblemática en la ciudad y distinguible a simple vista, la parroquia y convento San Antonio de Padua fue declarada Monumento Nacional en categoría de Monumento Histórico el 25 de octubre de 1994, junto con otros edificios de la ciudad que datan del auge salitrero.
El 11 de octubre de 2024 fue destruida por completo producto de un incendio.

## Historia
La construcción de un templo se pensó por primera vez con la llegada de misioneros franciscanos a la ciudad de Iquique a fines del siglo XIX liderados por el Fray Esteban Pérez, los cuales fueron invitados por el vicario apostólico de Tarapacá y además obispo auxiliar de Antédone, don Guillermo Juan Carter.
En ese contexto, en abril de 1899, don Agustín Orriols ofreció donar el terreno para realizar la construcción del edificio y asentar a la Venerable Orden Tercera.
Una vez gestionado el traspaso de terrenos, la construcción se extendió por un periodo de cinco años, Juan Gramático y Aníbal Opaques fueron los encargados de construir la primera piedra, y Melchor Pérez y Casamigano de preparar el terreno y abrir las heridas para la colocar la piedra.
Según las actas conservadas de la Orden Franciscana Seglar, el proyecto fue financiado en gran parte con aportes de los hermanos y hermanas de la OFS, mediante diversas actividades y aportes mensuales. La primera obra en concretarse fue el convento, el cual en 1903 ya era utilizado para celebraciones del día de San Francisco de Asís y retiros, finalmente, el templo fue inaugurado en el año 1904.

## Estructura
El periodo de auge salitrero del país durante los siglos XIX y XX significó una modernización de producción y tecnologías, en este edificio podemos evidenciarlo por sus materiales, método constructivo e incluso de sus estilos arquitectónicos. Se usó pino de Oregón importado en la totalidad de su estructura, la cual fue erigida usando un método de armazón simple o Platform frame (predecesor del método Balloon frame).
La fachada del templo estaba compuesta por tres cuerpos verticales y voluminosos, con torres miradores fácilmente avistables en los alrededores del complejo religioso. El cuerpo principal estaba adornado con tímpano y un rosetón característico de iglesias góticas, así como también una escultura de San Francisco. En los cuerpos laterales encontramos accesos de puertas batientes, coronadas cada una con óculo superior. El convento estaba compuesto por un patio central y corredores, y en sus influencias encontramos elementos vinculados al neoclásico, con vanos de arcos de Medio Punto.